# 彭薇
彭薇〈英語：，1974年—〉是一位來自中國四川的當代藝術家。

## 生平
1974年出生於中國四川省成都市。她的父親是水墨畫家彭先誠。
1997年獲南開大學東方文化藝術系學士學位；2000年獲南開大學人文學院美學專業，獲哲學碩士學位。
現居、工作於中國北京市。

## 榮譽
彭薇在台北、上海、北京、香港等地都舉辦過個展，近期展覽為 2017 年於蘇州博物館舉辦個展「我想起了你」； 2016 年參與聯展「烏托邦·異托邦 — 烏鎮國際當代藝術邀請展」； 2015 年於國立歷史博物館舉辦個展「完美的旅程」。
2000年至2006年，彭薇任中國美術家協會《美術》雜誌編輯。
彭薇曾與意大利鞋履品牌Sergio Rossi合作，創作了十個版本的手繪宣紙長靴。
彭薇作品亦被美國克利夫蘭美術館、波士頓美術館、舊金山亞洲藝術博物館、紐約布魯克林美術館、中國美術館、廣東美術館、何香凝美術館、香港 M+ 美術館 西格 Sigg Collection、香港藝術館等收藏。

## 外部連結
相關報導 :
- 耿畫廊：【彭薇：女性空間】 - 非池中藝術網 （页面存档备份，存于）
- 國立歷史博物館：【圓滿的旅程】彭薇個展- 非池中藝術網 （页面存档备份，存于）
- 彭薇專訪：兩代水墨緣| Sotheby's （页面存档备份，存于）